# Sascha Luder
Sascha Luder (* 1987 in Zürich) ist ein Schweizer Schauspieler und Musicaldarsteller.

## Leben
Sascha Luder wollte als Kind Tierforscher oder Tramfahrer werden. Aus Interesse an der Biologie züchtete er zeitweise Gottesanbeterinnen. Im Alter von 13 Jahren begann er mit dem Tanzen (Latein) und war viele Jahre aktiver Turniertänzer. Während seiner Schulzeit belegte er Gesangsunterricht an seinem Gymnasium.
Seine Ausbildung zum Schauspieler und Musicaldarsteller absolvierte Luder ab 2009 an der Bayerischen Theaterakademie August Everding in München.
Seinen ersten Solo-Auftritt hatte er 2009 als Gerold im Stück «Feuer und Flamme» auf der Freilichtbühne Waldmannsburg. Während seiner Ausbildung wirkte Luder in mehreren Produktionen im Münchner Akademietheater und im Deutschen Theater München mit, unter anderem als Jugendlicher Ernst Robel im Musical «Frühlings Erwachen», außerdem in «Orphée» von Jean Cocteau und in «Dracula». In der Spielzeit 2011/12 spielte er in einer Inszenierung des Landestheaters Schwaben in Memmingen den Hippolytos in «Phädra» und gastierte mit dieser Produktion auch bei den Bayerischen Theatertagen. Kurz vor Abschluss seines Studiums erhielt er ein Engagement als Bernardo für die Musical-Produktion «West Side Story» am Theater Regensburg. 2013 schloss er sein Studium ab.
In der Spielzeit 2013/14 gehörte er zur Besetzung des Musicals «Fame» am Theater Basel. 2014 gastierte er in der Rolle des Bill im Musical «Kiss Me, Kate» bei den Bad Hersfelder Festspielen. 2015 trat er erstmals bei den Burgfestspielen Bad Vilbel auf, wo er in den Musical-Produktionen «Singing in the Rain» (als Don Lockwood) und «Flashdance» (als Joe) mitwirkte.
Von 2015 bis 2017 trat er im Kölner Musical Dome in dem Musical «Bodyguard» auf. Im Juni/Juli 2017 gastierte er am Theater Magdeburg als Bernardo in «West Side Story» bei den Aufführungen beim DomplatzOpenAir. Als Bernardo stand er dann in der Spielzeit 2018/19 auch am Theater Dortmund auf der Bühne. Im Sommer 2019 gastierte er wieder bei den Burgfestspielen Bad Vilbel, u. a. in der Rolle des jungen Italo-Amerikaners Tony Manero in dem Musical «Saturday Night Fever».
Luder stand in einigen Kurzfilmen auch vor der Kamera. Eine Episodenrolle hatte er in der TV-Serie «Hubert ohne Staller» (Erstausstrahlung: Februar 2019). In der 10. Staffel der ZDF-Krimiserie «Die Chefin» (2019) hatte er ebenfalls eine Episodenrolle als ehemaliger Student und männliches Opfer von sexuellen Übergriffen. Außerdem war er als Werbedarsteller, Synchronschauspieler und Sprecher tätig.
Zu seinen Hobbys gehört das Lernen von Sprachen. Er spricht neben Englisch und Französisch auch Spanisch und Schwedisch. Luder lebt in Berlin.

## Filmografie (Auswahl)
- 2014: Von Liebe umgeben (Kurzfilm)
- 2019: Hubert ohne Staller: Wolfratshauser Königsblau (Fernsehserie, Episodennebenrolle)
- 2019: Die Chefin: Lockvogel (Fernsehserie, Episodennebenrolle)